# Michael Baker
Michael Allen Baker (Memphis, 27 ottobre 1953) è un ex astronauta statunitense.